# Mạc Kính Khoan
Mạc Kính Khoan (chữ Hán: 莫敬寬 ? - 1638) là vua nhà Mạc thứ 3 thời hậu kỳ, khi đã rút lên Cao Bằng. Nguyên quán Mạc Kính Khoan là người xã Cao Đôi, huyện Bình Hà (nay là thôn Long Động, xã Nam Tân, huyện Nam Sách, tỉnh Hải Dương).

## Thân thế
Mạc Kính Khoan là cháu nội của Mạc Kính Điển, gọi Mạc Kính Cung bằng chú. Sử không chép rõ cha của Kính Khoan là ai trong các con của Mạc Kính Điển.

## Ly khai Mạc Kính Cung
Khi Mạc Kính Cung cầm quyền, Mạc Kính Khoan vốn là tướng dưới quyền Kính Cung. Thấy Kính Cung bị quân Lê Trịnh đánh thua nhiều lần, Kính Khoan bèn tự lập, không theo Kính Cung.
Mạc Kính Khoan trước đó trấn thủ Thái Nguyên, Cao Bằng thấy Mạc Kính Cung thế yếu bèn tự xưng là vua, lấy niên hiệu là Long Thái thứ nhất. Trong hoàn cảnh thiếu thốn, ông lập điện bằng tranh lá ở xã Vu Toàn.
Nhân cơ hội này Trịnh Tùng tiến đánh Mạc Kính Khoan ở Nhã Nam, Bắc Giang. Kính Khoan thất thủ chạy lên Cao Bằng. Con Trịnh Tùng là Trịnh Xuân cùng Trịnh Đỗ đánh Kính Cung ở vùng Thái Nguyên, Kính Cung cũng lui về Cao Bằng. Tuy thắng nhưng Trịnh Tùng không dám tiến sâu vào Cao Bằng, quân Lê – Trịnh sợ ở lâu bị lam sơn chướng khí và bị phục binh của nhà Mạc nên lại lui về Kinh đô. Mạc Kính Cung liền xuất quân chiếm lại vùng Lạng Sơn, Thái Nguyên, Bắc Giang.

## "Tẩu vi thượng sách"
Mạc Kính Khoan làm theo chủ trương mà Mạc Ngọc Liễn dặn lại, không đối đầu với quân Lê Trịnh hùng hậu mà chủ động tránh.
Năm 1618, con Trịnh Tùng là Trịnh Xuân cầm quân 2 đường đến đánh. Kính Khoan mang toàn quân chạy. Quân Lê Trịnh không đánh được phải rút về. Kính Khoan lại trở về chỗ cũ.
Năm 1621 lại diễn ra tình huống tương tự. Trịnh Tráng mang quân tiến lên Cao Bằng, Kính Khoan lại mang quân trốn biệt. Quân Lê Trịnh không thể truy tìm được, phải rút về kinh. Kính Khoan lại ra.
Năm 1623, nhằm lúc chúa Trịnh Tùng sắp lâm chung, con thứ là Trịnh Xuân nổi loạn để tranh quyền kế vị. Vương thế tử Trịnh Tráng sai người lừa bắt và giết được Trịnh Xuân, nhưng đám loạn quân của ông ta vẫn đánh phá khắp Thăng Long. Trịnh Tráng mới phải đưa vua Lê về Thanh Hoa.
Nhận thấy đây là cơ hội tốt để giành lại kinh đô khôi phục nhà Mạc, nên vua Mạc Kính Khoan liền đem vài vạn quân từ Cao Bằng đánh xuống Trường Yên, Hải Dương, Sơn Nam, Sơn Tây, Kinh Bắc. Mạc Kính Khoan thừa cơ kéo về đánh chiếm Gia Lâm 1 tháng.
Ngày 28 tháng 8 cùng năm, vua Lê sắc phong Trịnh Tráng làm tả tướng thái phó Thanh quốc công, trao quyền thống lĩnh tất cả các quân thủy bộ. Trịnh Tráng liền dâng biểu xin rước ngự giá trở về Thăng Long. Dọc đường quân Trịnh tiến đánh, quân Mạc không chống lại nổi, Kính Khoan lại thu quân chạy lên Cao Bằng. Mạc thị công chúa (con Mạc Kính Khoan) vì đem quân ở lại chặn hậu mà hi sinh.
Năm 1624, tướng Trịnh Lệ mang quân đánh Kính Khoan, nhưng nội bộ các tướng Trịnh bất hoà nên lại phải rút về.
Tháng 6 năm 1625, quân Lê Trịnh bắt được Mạc Kính Cung. Kính Khoan lẩn trốn vào vùng dân tộc Dao ở trong núi, được người bản địa che chở nên quân Lê Trịnh không bắt được ông.
Tướng Trịnh đóng lâu ngày không bắt được ông, bị hết lương, phải rút quân về kinh. Mạc Kính Khoan thu thập toàn quân cố thủ tại Cao Bằng.

## Quy thuận nhà Lê
Để bảo toàn lực lượng ít ỏi, Mạc Kính Khoan trá hàng nhà Lê.
Sau một thời gian cố thủ tại Cao Bằng, ông sai người dâng biểu về triều xin quy thuận. Lê Thần Tông cũng thấy không thể diệt ngay hết được nhà Mạc nên thuận phong Mạc Kính Khoan chức Thông quốc công và giao trấn giữ vùng biên giới. Lê Thần Tông và chúa Trịnh khen đãi Mạc Kính Khoan bằng lễ vật đặc biệt.
Việc hậu đãi Mạc Kính Khoan còn có lý do khác, vì khi đó mâu thuẫn giữa Trịnh Tráng và Nguyễn Phúc Nguyên ở Thuận Hóa đã rất căng thẳng và chúa Trịnh dự định khởi đại quân vào nam để dẹp Phúc Nguyên, vì vậy muốn yên ổn ở biên cương phía bắc. Không lâu sau (1627), cuộc chiến Trịnh-Nguyễn phân tranh bùng nổ.
Trong vòng 10 năm được yên phía bắc, chúa Trịnh 2 lần mang quân nam tiến nhưng không thành công. Trong khi đó Mạc Kính Khoan vẫn không chịu bỏ tước hiệu nhà Mạc, không chịu nghe theo chiếu lệnh của nhà Lê, mặt khác còn tiếp tục khôi phục thế lực.
Tới năm 1638 Mạc Kính Khoan mất, con trai là Mạc Kính Vũ xưng vương, lấy niên hiệu là Thuận Đức, lại chống Lê Trịnh.
Các sử sách chính thống của nhà Lê Trung hưng và nhà Nguyễn đều cho rằng Mạc Kính Khoan không có miếu hiệu và thụy hiệu vì họ cho rằng chính quyền Cao Bằng chỉ là tàn dư phản loạn nên không đi sâu vào lĩnh vực chuyên môn, tuy nhiên trong cuốn Việt Nam Mạc thị gia tộc dữ Trung Quốc quan hệ nghiên cứu gần đây của học giả Ngưu Quân Khải người Trung Quốc thì Mạc Kính Khoan có miếu hiệu là Quang Tổ và thụy hiệu là Hòa Thiên Phù Địa Độ Văn Khánh Vũ Huệ Nguyên Hoàng đế.